# Suzanne Lenhart
Suzanne Marie Lenhart (19 de novembro de 1954) é uma matemática estadunidense, que trabalha com equações diferenciais parciais, controle ótimo e biologia matemática. É professora de matemática da Universidade do Tennessee, diretora associada de educação e divulgação do National Institute for Mathematical and Biological Synthesis e pesquisadora em tempo parcial no Laboratório Nacional de Oak Ridge.

## Formação e carreira
Lenhart cresceu em Louisville, Kentucky, onde foi educada no sistema de escolas católicas. Fez seus estudos de graduação no Bellarmine College em Louisville, onde Ralph Grimaldi a encorajou a se preparar para estudos de pós-graduação em matemática e deu-lhe aulas adicionais de teoria dos números. Entrou na pós-graduação na Universidade de Kentucky sem saber em que se especializar, mas em seu segundo ano escolheu equações diferenciais parciais. Completou seu doutorado em 1981 sob a supervisão de Lawrence Craig Evans, e imediatamente assumiu o cargo de professora titular da Universidade do Tennessee. Acrescentou um segundo cargo de meio período em Oak Ridge em 1987.

## Prêmios e distinções
Lenhart foi AWM/MAA Falconer Lecturer em 1997, presidente da Association for Women in Mathematics em 2001–2003, e AWM/SIAM Sonia Kovalevsky Lecturer em 2010 "em reconhecimento por sua pesquisa significativa em equações diferenciais parciais, equações diferenciais ordinárias e controle ótimo". Foi eleita fellow da Associação Americana para o Avanço da Ciência em 2010, e tornou-se Chancellor's Professor e SIAM Fellow em 2011. Em 2013 foi selecionada como fellow da American Mathematical Society na classe inaugural. Em 2017 foi selecionada como fellow da Association for Women in Mathematics na classe inaugural.

## Publicações selecionadas
Livros-texto
- Lenhart, Suzanne; Workman, John T. (2007), Optimal Control Applied to Biological Models, ISBN 978-1-58488-640-2, Chapman & Hall/CRC Mathematical and Computational Biology Series, Chapman & Hall/CRC, Boca Raton, FL.[12]
- Bodine, Erin N.; Lenhart, Suzanne; Gross, Louis J. (2014), Mathematics for the Life Sciences, ISBN 9781400852772, Princeton University Press[13]

Artigos
- Lenhart, Suzanne M.; Travis, Curtis C. (1986), «Global stability of a biological model with time delay», Proceedings of the American Mathematical Society, 96 (1): 75–78, JSTOR 2045656, MR 813814, doi:10.2307/2045656.
- Kirschner, Denise; Lenhart, Suzanne; Serbin, Steve (1997), «Optimal control of the chemotherapy of HIV», Journal of Mathematical Biology, 35 (7): 775–792, MR 1479338, PMID 9269736, doi:10.1007/s002850050076.
- Fister, K. Renee; Lenhart, Suzanne; McNally, Joseph Scott (1998), «Optimizing chemotherapy in an HIV model», Electronic Journal of Differential Equations: No. 32, 12, MR 1657195.
- Jung, E.; Lenhart, S.; Feng, Z. (2002), «Optimal control of treatments in a two-strain tuberculosis model», Discrete and Continuous Dynamical Systems, 2 (4): 473–482, MR 1921233, doi:10.3934/dcdsb.2002.2.473.